# Shitōkan
Shitōkan (jap. 四等官) bezeichnete das vierstufige Rangsystem (shitō) der Beamten (kan) im alten Japan. Eingeführt wurde es Anfang des 8. Jahrhunderts als Teil des Ritsuryō-Systems, bei dem die Verwaltung nach Vorbild der chinesischen Tang-Dynastie umgestaltet wurde.
Grob ähnelt das System den Laufbahngruppen des deutschen Beamtenrechts, von denen es ebenfalls vier gibt: höherer Dienst, gehobener Dienst, mittlerer Dienst und einfacher Dienst. Im Shitōkan sind dies kami (長官) für den leitenden Dienst, suke (次官) für den stellvertretenden Dienst, jō (判官) für den geschäftsführenden Dienst und sakan (主典) für den einfachen Dienst. Die konkreten Amtsbezeichnungen in den Dienstgruppen unterscheiden sich je nach Behörde in den verwendeten Kanji, d. h. der Schreibweise. Deren Bedeutungen sind jeweils ähnlich: für kami „beherrschen, verwalten, befehligen usw.“, für suke „helfen, unterstützen usw.“, für jō „stützen, helfen, dienen usw.“ und für sakan „aufzeichnen, aufschreiben; auslegen, deuten usw.“ Nach dem Wörterbuch Wamyō Ruijushō aus dem 10. Jahrhundert ist die japanische Kun-Lesung für alle Schreibweisen innerhalb einer Dienstgruppe stets gleich: kami, suke, matsurigotohito und sakan. Üblicher waren jedoch die sinojapanischen On-Lesungen.

## Beamtentitel
Die Liste folgt im Wesentlichen Hans A. Dettmer, inklusive der Übersetzungen. Aufgeführt werden in der folgenden Liste jedoch nur die Titelübersetzungen der Behördenleiter, d. h. der kami. Soweit dann nicht anders angegeben werden die entsprechenden suke dort als „Vize-, stellvertretender“, die jō, als „Sekretär“ und die sakan als „Konzipist“ übersetzt.
Zudem sind in der Tabelle nur die Grundtitel angegeben. Je nach Größe der jeweiligen Behörde können die Posten ab suke weiter unterteilt sein. Bei diesen Unterteilungen wird dem jeweiligen Beamtentitel ein 大 dai-/tai- bzw. 少 shō vorangestellt, was dann sinngemäß „Ober-; Erster“ bzw. „Unter-; Zweiter“ bedeutet.
| Behörde                                                | kami  | kami      | kami                             | suke  | suke        | jō    | jō         | sakan | sakan                   |
| Behörde                                                | Kanji | Lesung    | Übersetzung                      | Kanji | Lesung      | Kanji | Lesung     | Kanji | Lesung                  |
| ------------------------------------------------------ | ----- | --------- | -------------------------------- | ----- | ----------- | ----- | ---------- | ----- | ----------------------- |
| Jingi-kan                                              | 伯    | haku      | Präsident                        | 副    | fuku        | 祐    | jō         | 史    | sakan                   |
| Ministerium (省, -shō)                                 | 卿    | kyō       | Minister                         | 輔    | fu          | 丞    | jō         | 録    | sakan                   |
| Zensorat (弾正台, Danjōdai)                            | 尹    | in        | Zensor                           | 弼    | hitsu       | 忠    | jō         | 疏    | sakan                   |
| Direktion (職, -shiki)                                 | 大夫  | daibu     | Direktor                         | 亮    | suke        | 進    | jō         | 属    | sakan                   |
| Kanzlei (寮, -ryō)                                     | 頭    | kami      | Kanzleivorsteher                 | 助    | suke        | 允    | jō         | 属    | sakan                   |
| Büro (司, -fu); Inspektion (監, -gen)                  | 正    | kami, shō | Bürovorsteher; Inspektionsleiter | –     | –           | 佑    | jō         | 令史  | sakan, ryōshi, reishi   |
| Büro der Inneren Tafel (内膳司, Naizen-shi)            | 奉膳  | buzen     | Tafelbesorger                    | –     | –           | 典膳  | tenzen     | ?     | ?                       |
| Dienststelle (署, -sho)                                | 首    | shu       | Dienststellenleiter              | –     | –           | –     | –          | 令史  | sakan, ryōshi, reishi   |
| Garde (Eji-fu, Emon-fu, Hyōe-fu)                       | 督    | kami      | Kommandeur                       | 佐    | sa          | 尉    | jō         | 志    | sakan                   |
| Büro der Inneren Aufwartung (内侍司 Naishi no tsukasa) | 尚侍  | shōji     | Vorsteherin                      | 典侍  | tenji, suke | 掌侍  | shōji      | –     | –                       |
| Generalgouvernement (Dazaifu)                          | 帥    | sotsu     | Generalgouverneur                | 貮    | ni          | 監    | jō         | 典    | sakan                   |
| Provinzverwaltung (Kokushi)                            | 守    | kami      | Gouverneur                       | 介    | suke        | 掾    | jō         | 目    | sakan                   |
| Distriktverwaltung (Gunji)                             | 大領  | tairyō    | Ober-Distriktsvorsteher          | 少領  | shōryō      | 主政  | jō, shusei | 主帳  | sakan, shuchō, fumihito |
| Haushofmeisterei (家司, Keishi)                        | 家令  | karei     | Haushofmeister                   | 扶    | fu          | 従    | jō         | 書吏  | sakan, shori            |

Abweichende Bedeutungen:
1. ↑  Kanzlist
2. ↑  Tafelwart
3. ↑  Adjutant
4. ↑  Inspektor
5. ↑  Unter-Distriktsvorsteher
6. ↑  Kontorist
7. ↑  Kontor-Konzipist
8. ↑  Adjunkt